# Grande Prêmio da Espanha de 2010
O Grande Prémio da Espanha de 2010 foi a quinta corrida da temporada de 2010 da Fórmula 1. O vencedor foi o australiano Mark Webber.

## Classificação
| Pos | Nº | Piloto             | Construtor           | Parte 1  | Parte 2  | Parte 3  | Grid |
| --- | -- | ------------------ | -------------------- | -------- | -------- | -------- | ---- |
| 1   | 6  | Mark Webber        | Red Bull-Renault     | 1:21.412 | 1:20.655 | 1:19.995 | 1    |
| 2   | 5  | Sebastian Vettel   | Red Bull-Renault     | 1:21.680 | 1:20.772 | 1:20.101 | 2    |
| 3   | 2  | Lewis Hamilton     | McLaren-Mercedes     | 1:21.723 | 1:21.415 | 1:20.829 | 3    |
| 4   | 8  | Fernando Alonso    | Ferrari              | 1:21.957 | 1:21.549 | 1:20.937 | 4    |
| 5   | 1  | Jenson Button      | McLaren-Mercedes     | 1:21.915 | 1:21.168 | 1:20.991 | 5    |
| 6   | 3  | Michael Schumacher | Mercedes             | 1:22.528 | 1:21.557 | 1:21.294 | 6    |
| 7   | 11 | Robert Kubica      | Renault              | 1:22.488 | 1:21.599 | 1:21.353 | 7    |
| 8   | 4  | Nico Rosberg       | Mercedes             | 1:22.419 | 1:21.867 | 1:21.408 | 8    |
| 9   | 7  | Felipe Massa       | Ferrari              | 1:22.564 | 1:21.841 | 1:21.585 | 9    |
| 10  | 23 | Kamui Kobayashi    | BMW Sauber-Ferrari   | 1:22.577 | 1:21.725 | 1:21.984 | 10   |
| 11  | 14 | Adrian Sutil       | Force India-Mercedes | 1:22.628 | 1:21.985 |          | 11   |
| 12  | 22 | Pedro de la Rosa   | BMW Sauber-Ferrari   | 1:22.211 | 1:22.026 |          | 12   |
| 13  | 10 | Nico Hülkenberg    | Williams-Cosworth    | 1:22.857 | 1:22.131 |          | 13   |
| 14  | 12 | Vitaly Petrov      | Renault              | 1:22.976 | 1:22.139 |          | 191  |
| 15  | 16 | Sébastien Buemi    | Toro Rosso-Ferrari   | 1:22.699 | 1:22.191 |          | 14   |
| 16  | 17 | Jaime Alguersuari  | Toro Rosso-Ferrari   | 1:22.593 | 1:22.207 |          | 15   |
| 17  | 15 | Vitantonio Liuzzi  | Force India-Mercedes | 1:23.084 | 1:22.854 |          | 16   |
| 18  | 9  | Rubens Barrichello | Williams-Cosworth    | 1:23.125 |          |          | 17   |
| 19  | 18 | Jarno Trulli       | Lotus-Cosworth       | 1:24.674 |          |          | 18   |
| 20  | 19 | Heikki Kovalainen  | Lotus-Cosworth       | 1:24.748 |          |          | 20   |
| 21  | 24 | Timo Glock         | Virgin-Cosworth      | 1:25.475 |          |          | 222  |
| 22  | 25 | Lucas di Grassi    | Virgin-Cosworth      | 1:25.556 |          |          | 232  |
| 23  | 20 | Karun Chandhok     | HRT-Cosworth         | 1:26.750 |          |          | 243  |
| 24  | 21 | Bruno Senna        | HRT-Cosworth         | 1:27.122 |          |          | 21   |

1.↑  - Vitaly Petrov foi punido com a perda de 5 posições no grid por trocar a caixa de câmbio.
2.↑  - Timo Glock e Lucas di Grassi foram punidos com a perda de 5 posições no grid por não notificar as modificações na caixa de câmbio a FIA antes do tempo limite.
3.↑  - Karun Chandhok foi punido com a perda de 5 posições no grid.

### Corrida
| Pos | Nº | Piloto             | Construtor           | Voltas | Tempo/Aban.        | Grid | Pontos |
| --- | -- | ------------------ | -------------------- | ------ | ------------------ | ---- | ------ |
| 1   | 6  | Mark Webber        | Red Bull-Renault     | 66     | 1:35:44.101        | 1    | 25     |
| 2   | 8  | Fernando Alonso    | Ferrari              | 66     | +24.065            | 4    | 18     |
| 3   | 5  | Sebastian Vettel   | Red Bull-Renault     | 66     | +51.338            | 2    | 15     |
| 4   | 3  | Michael Schumacher | Mercedes             | 66     | +1:02.195          | 6    | 12     |
| 5   | 1  | Jenson Button      | McLaren-Mercedes     | 66     | +1:03.728          | 5    | 10     |
| 6   | 7  | Felipe Massa       | Ferrari              | 66     | +1:05.767          | 9    | 8      |
| 7   | 14 | Adrian Sutil       | Force India-Mercedes | 66     | +1:12.941          | 11   | 6      |
| 8   | 11 | Robert Kubica      | Renault              | 66     | +1:13.677          | 7    | 4      |
| 9   | 9  | Rubens Barrichello | Williams-Cosworth    | 65     | +1 volta           | 17   | 2      |
| 10  | 17 | Jaime Alguersuari  | Toro Rosso-Ferrari   | 65     | +1 volta           | 15   | 1      |
| 11  | 12 | Vitaly Petrov      | Renault              | 65     | +1 volta           | 19   |        |
| 12  | 23 | Kamui Kobayashi    | BMW Sauber-Ferrari   | 65     | +1 volta           | 10   |        |
| 13  | 4  | Nico Rosberg       | Mercedes             | 65     | +1 volta           | 8    |        |
| 14  | 2  | Lewis Hamilton     | McLaren-Mercedes     | 64     | Pneu Furado        | 3    |        |
| 15  | 15 | Vitantonio Liuzzi  | Force India-Mercedes | 64     | Motor              | 16   |        |
| 16  | 10 | Nico Hülkenberg    | Williams-Cosworth    | 64     | +2 voltas          | 13   |        |
| 17  | 18 | Jarno Trulli       | Lotus-Cosworth       | 63     | +3 voltas          | 18   |        |
| 18  | 24 | Timo Glock         | Virgin-Cosworth      | 63     | +3 voltas          | 22   |        |
| 19  | 25 | Lucas di Grassi    | Virgin-Cosworth      | 62     | +4 voltas          | 23   |        |
| Ret | 16 | Sébastien Buemi    | Toro Rosso-Ferrari   | 44     | Sistema Hidráulico | 14   |        |
| Ret | 20 | Karun Chandhok     | HRT-Cosworth         | 30     | Suspensão          | 24   |        |
| Ret | 22 | Pedro de la Rosa   | BMW Sauber-Ferrari   | 20     | Colisão            | 12   |        |
| Ret | 21 | Bruno Senna        | HRT-Cosworth         | 0      | Acidente           | 21   |        |
| NL  | 19 | Heikki Kovalainen  | Lotus-Cosworth       | 0      | Câmbio             | 20   |        |

## Tabela do campeonato após a corrida
Observe que somente as seis primeiras posições estão incluídas na tabela.
| Pos | Var     | Piloto           | Pontos |
| --- | ------- | ---------------- | ------ |
| 1   | Estável | Jenson Button    | 70     |
| 2   | (1)     | Fernando Alonso  | 67     |
| 3   | (2)     | Sebastian Vettel | 60     |
| 4   | (4)     | Mark Webber      | 53     |
| 5   | (3)     | Nico Rosberg     | 50     |
| 6   | (2)     | Lewis Hamilton   | 49     |

| Pos | Var     | Construtor           | Pontos |
| --- | ------- | -------------------- | ------ |
| 1   | Estável | McLaren-Mercedes     | 119    |
| 2   | Estável | Ferrari              | 116    |
| 3   | Estável | Red Bull-Renault     | 113    |
| 4   | Estável | Mercedes             | 72     |
| 5   | Estável | Renault              | 50     |
| 6   | Estável | Force India-Mercedes | 24     |